# 盧克納康布隆
盧克納·康布隆(1929年9月24日-2006年9月24日），是海地弗朗索瓦·杜瓦利埃政權時期一名高級政治人物。
康布隆是一個貧窮牧師的兒子，作為一個銀行出納員開始了職業生涯。他作為國家安全志願軍成員成為全國第二大權力的人，被稱為“加勒比海吸血鬼。
在他的政治生涯中，作為杜瓦利埃的使者因執法手段殘酷被任命為海地內政部和國防部部長。他其中一管理特點是挪用公款，曾以國家革新運動為名敲詐太子港的企業。
他也被指摘賣犯人屍體器官和出售海地人血液予西方圖利(由1971年開始)，這有可能是愛滋病傳入海地的一個原因。
自從杜瓦利埃去世後，有人說他有意成為總理，弗朗索瓦的遗孀西蒙妮·杜瓦利埃堅持流配他。
康布隆於1972年搬到佛羅里達州的邁阿密，2006年9月24日死在那裡。